# Albert Asou
Albert Lucien Frédéric Asou (né le 24 juin 1857 à Tournai et mort le 6 mars 1940  dans la même ville) est un homme politique belge francophone libéral.

## Biographie
Albert Asou est le fils de Ives Asou, fabricant, et de Clarisse Asou. Il est avocat de profession. Il est élu conseiller communal en 1888, nommé échevin puis bourgmestre de Tournai de juillet 1925 à décembre 1926 et de janvier 1933 à son décès en mars 1940.
Il est également conseiller provincial de la province de Hainaut de 1903 à 1905, député de 1905 à 1914 et sénateur de 1919 à 1932. Il siège au conseil d'administration des principales institutions de Tournai,,.
Pendant la Première Guerre mondiale, il est président de la commission de recrutement de Paris.
Pendant son passage au sénat dans l'entre-deux-guerres, il s'intéresse à la question des réparations des dommages de guerre, à la protection de mineurs et à l'emploi des langues dans l'enseignement et l'administration.

## Distinctions
- Officier de l'ordre de Léopold;
- Chevalier de la Légion d'honneur.